# Godstogsafsporingen i Farris 2012
Godstogsafsporingen i Farris 2012 fandt sted 29. november 2012, da et godstog fra Hector Rail afsporede under udkørsel fra Farris mod Sommersted og ødelagde 6-7 km spor på Vamdrup-Padborg-banen. Den enkeltsporede strækning var lukket til 19. december. Lukningen af strækningen havde væsentlig betydning for den internationale jernbanegodstrafik mellem Danmark/Sverige/Norge og Tyskland, der normalt benytter denne strækning. Der blev meget hurtigt skabt mulighed for at sende godstogene via Bramming-Tønder, men strækningen havde ikke kapacitet nok til alle planlagte godstog, og desuden måtte persontogstrafikken mellem Bramming og Tønder indstilles for at frigøre kapacitet til godstogene.

## Afsporingens forløb og dens årsag
Efter krydsning med et modkørende persontog kørte godstoget fra spor 2 gennem sporskiftet i stationens sydlige ende. I bagenden af toget afsporedes tre hjulsæt, et på 14. vogn, et på 16. vogn og et på 17. vogn, mens 8 hjulsæt på de to bageste vogne kørte over sporskiftet uden at afspore. Afsporingen skete ifølge Havarikommissionen i sporskiftets hjertestykke.
Årsagen til afsporingen er endnu ikke fastslået.